# Dresdner Sezession 1925/26

Plakat von Otto Lange zur Kunstausstellung 1925 in Dresden

Die Dresdner Sezession 1925/26 bildete sich 1925 als lose Gruppe aus den ehemaligen Mitgliedern der Dresdner Sezession Gruppe 1919, um an der „Kunstausstellung Dresden 1925“ teilzunehmen. Sie verfolgte „kunstpolitische Ziele auf Grund gemeinsamer künstlerischer Überzeugungen“ und hatte 1926 30 Mitglieder.

## Geschichte
Will Grohmann richtete 1925 eine Einladung an die ehemaligen Mitglieder der Dresdner Sezession Gruppe 1919, an der „Kunstausstellung Dresden 1925“ teilzunehmen. Otto Dix schlug die Einladung aus, verwies aber auf Werke von ihm in Dresdner Familienbesitz und nannte als Ansprechperson den Rechtsanwalt und Kunstsammler Fritz Glaser. 1925 wurde von Dix das Gemälde „Familie Rechtsanwalt Dr. Fritz Glaser“ ausgestellt.
Grohmann war 1926 als Vorsitzender der Sezession ausgewiesen. Er war der modernen Kunst gegenüber sehr aufgeschlossen und hatte die Dresdner Sezession Gruppe 1919 kunstkritisch und organisatorisch begleitet. Die Dresdner Sezession 1925/26 bildete sich als lose Gruppe und löste sich aufgrund von persönlichen Differenzen im November 1926 wieder auf.

### Kunstausstellung Dresden 1925
Die von der Dresdner Kunstgenossenschaft organisierte „Kunstausstellung Dresden 1925“ setzte sich aus je einer Abteilung der Dresdner Kunstgenossenschaft (Malerei, Plastik und Architektur), der Dresdner Sezession 1925/26 und der Neuen Gruppe 1925 zusammen. Aus dem Umkreis der ehemaligen Dresdner Sezession 1919 nahmen teil:
- Heinrich Barcinski
- Rudolf Born
- Max Busyn
- Otto Dix (gezeigt wurde ein Werk aus Privatbesitz)
- Otto Griebel
- Moritz Grosman
- Hans Grundig
- Wilhelm Heckrott
- Eugen Hoffmann
- Adja Madlain Junkers
- Wassily Kandinsky
- Wilhelm Lachnit
- Franz Lenk
- Constantin von Mitschke-Collande
- Otto Lange
- Oskar Schlemmer
- Karl Schmidt-Rottluff
- Fritz Skade
- Walter Sperling (1900–1942/43)
- Fritz Tröger
- Christoph Voll